# Staraja Gołowinka
Staraja Gołowinka (ros. Старая Головинка) – wieś (ros. деревня, trb. dieriewnia) w zachodniej Rosji, w sielsowiecie wierchnielubażskim rejonu fatieżskiego w obwodzie kurskim.

## Geografia
Miejscowość położona jest nad Swapą (prawy dopływ Sejmu), 7,5 km od centrum administracyjnego sielsowietu (Wierchnij Lubaż), 21 km na północny zachód od centrum administracyjnego rejonu (Fatież), 66 km na północny zachód od Kurska, 3,5 km od drogi magistralnej (federalnego znaczenia) M2 «Krym» (część trasy europejskiej E105).
We wsi znajduje się 31 posesji.
Klimat
Miejscowość, jak i cały rejon, znajduje się w strefie klimatu kontynentalnego z łagodnym ciepłym latem i równomiernie rozłożonymi opadami rocznymi (Dfb w klasyfikacji klimatów Köppena).

## Demografia
W 2010 r. wieś zamieszkiwało 46 osób.